# Serie 2000 (Aterciopelados)
Serie 2000 es el primer álbum recopilatorio del grupo colombiano Aterciopelados, publicado en el 2000 por Ariola Records.
Este álbum contiene 12 temas de tres de sus álbumes de estudio lanzados hasta esa fecha, El Dorado (1995), La Pipa de la Paz (1996) y Caribe Atómico (1998). Fue publicado el 7 de marzo del 2000, casi un año antes del Gozo Poderoso. Este disco no incluye ningún tema de Con el Corazón en la Mano.
Este álbum hace parte de una serie de recopilaciones lanzadas por la disquera que también incluye discos con el mismo nombre para bandas como Soda Stereo o Caifanes, sin embargo, en Colombia paso desapercibido.

## Lista de canciones
| Edición 2000 Internacional |                                                               |                     |          |  |
| N.º                        | Título                                                        | Escritor(es)        | Duración |  |
| 1.                         | «El estuche» (de Caribe Atómico, 1998)                        | Echeverri           | 3:22     |  |
| 2.                         | «Bolero falaz» (de El Dorado, 1995)                           | Buitrago, Echeverri | 3:48     |  |
| 3.                         | «Platónico» (de La pipa de la paz, 1996)                      | Echeverri           | 3:35     |  |
| 4.                         | «Florecita rockera» (de El Dorado, 1995)                      | Buitrago            | 3:01     |  |
| 5.                         | «La voz de la patria» (de La pipa de la paz, 1996)            | Buitrago, Echeverri | 3:49     |  |
| 6.                         | «Candela» (de El Dorado, 1995)                                | Buitrago, Echeverri | 2:42     |  |
| 7.                         | «Cosita seria» (de La pipa de la paz, 1996)                   | Buitrago, Echeverri | 3:27     |  |
| 8.                         | «Quemarropa» (de La pipa de la paz, 1996 con Enrique Bunbury) | Buitrago            | 3:25     |  |
| 9.                         | «La estaca» (de El Dorado, 1995)                              | Echeverri           | 2:22     |  |
| 10.                        | «Baracunatana» (de La pipa de la paz, 1996)                   | Leonidas Plaza      | 2:31     |  |
| 11.                        | «Caribe atómico» (de Caribe Atómico, 1998)                    | Buitrago            | 4:14     |  |
| 12.                        | «Miss Panela» (de La pipa de la paz, 1996)                    | Buitrago, Echeverri | 3:30     |  |
| 40:07                      |                                                               |                     |          |  |